# Pseudomysis abyssi
Pseudomysis abyssi är en kräftdjursart som beskrevs av Georg Ossian Sars 1879. Pseudomysis abyssi ingår i släktet Pseudomysis och familjen Mysidae. Inga underarter finns listade i Catalogue of Life.